# El carrer dels solters
El carrer dels solters (títol original, Singel 39) és una pel·lícula de comèdia romàntica neerlandesa del 2019 dirigida per Frank Krom. La pel·lícula va guanyar el premi Pel·lícula d'Or després d'haver venut 100.000 entrades. La pel·lícula ocupa el sisè lloc del top 10 de les pel·lícules neerlandeses més visitades del 2019. S'ha doblat al català.
La cançó principal de la pel·lícula va ser escrita pel cantautor Douwe Bob. Ell mateix apareix a la pel·lícula com a cambrer.

## Sinopsi
La cirurgiana cardíaca Monique (Lies Visschedijk) ha centrat la seva vida al voltant de la feina. Quan l'artista gai extravertit Max (Waldemar Torenstra) es muda a la casa del costat, desenvolupen una amistat que li fa adonar que la vida és més que treballar.

## Repartiment
- Lies Visschedijk com a Monique
- Waldemar Torenstra com a Max
- Eva van de Wijdeven com a Sam
- Dahiana Candelo com a coassistent
- Gerard Cox com a Vader
- Steyn de Leeuwe com a Diederik
- Fabrice Deville com a J.J.
- Loes Haverkort com a Marleen
- Douwe Bob com a treballador de cafeteria